# Euselates katsurai
Euselates katsurai är en skalbaggsart som beskrevs av Krajcik 2005. Euselates katsurai ingår i släktet Euselates och familjen Cetoniidae. Inga underarter finns listade i Catalogue of Life.